# Kniaginino
Kniaginino – miasto w Rosji, w obwodzie niżnonowogrodzkim. W 2010 roku liczyło 6708 mieszkańców.